# Październik 2004

## 3 października2004
- Laureatem nagrody Nike został Wojciech Kuczok za książkę Gnój.
- W izraelskiej ofensywie na Strefę Gazy zginęło już ponad 60 Palestyńczyków. Ariel Szaron oświadczył, że operacja w Gazie trwać będzie, aż zakończą się ataki na izraelskie miasta przy użyciu rakiet Kassam.
- Francuska policja ogłosiła, że aresztowani zostali Mikel Albizu („Antza”) i Maria Soledad Iparraguirre, przywódcy baskijskiej organizacji separatystycznej ETA. Oprócz nich zatrzymano również szesnaście innych osób.
- Papież Jan Paweł II podczas ceremonii w Rzymie beatyfikował pięć osób: niemiecką zakonnicę Annę Katarzynę Emmerich, ostatniego cesarza Austrii Karola I, zakonnicę włoską Marię de Angelis, dwóch francuskich zakonników Piotra Vigne i Józefa Marię Cassanta. Jan Paweł II beatyfikował już 1 340 osób, czyli więcej niż wszyscy poprzedni papieże łącznie.

## 4 października2004
- Nagrodę Nobla w dziedzinie medycyny i fizjologii otrzymali amerykańscy badacze Richard Axel i Linda B. Buck za ich badania nad zmysłem węchu.
- Amerykański samolot kosmiczny SpaceShipOne odbył załogowy lot w kosmos, zdobywając Nagrodę X Prize.
- Poseł Ryszard Chodynicki, uznany przez sąd za kłamcę lustracyjnego utracił mandat poselski. Posłem na jego miejsce został Mirosław Krajewski.

## 5 października2004
- Laureatem Nagrody Nobla w dziedzinie fizyki – razem z H. Davidem Politzerem i Davidem Grossem – za pracę dotyczącą asymptotycznej swobody w teorii silnych oddziaływań między cząstkami elementarnymi, został Frank Wilczek, którego dziadkowie przyjechali do Stanów Zjednoczonych z Polski.

## 6 października2004
- Tegoroczne Nagrody Nobla w dziedzinie chemii otrzymali: Aaron Ciechanower, Awram Herszko i Irwin Rose za odkrycie procesu degradacji białek w komórkach, w którym bierze udział białko ubikwityna. Rodzina Ciechanovera pochodzi z Polski, skąd wyjechała po II wojnie światowej.

## 7 października2004
- Nagrodę Nobla w dziedzinie literatury otrzymała austriacka pisarka Elfriede Jelinek.

## 8 października2004
- Pokojową Nagrodę Nobla otrzymała kenijska działaczka ekologiczna Wangari Maathai.

## 15 października2004
- Sejm udzielił votum zaufania rządowi Marka Belki.

## 18 października2004
- Po raz pierwszy od 1927 roku przyznano honorowy stopień Harcmistrza Rzeczypospolitej pośmiertnie dh. Tomaszowi Strzemboszowi, historykowi i honorowemu przewodniczącemu ZHR. Tomasz Strzembosz zmarł 16 października 2004. Wcześniej stopień ten nadano tylko raz 12 harcmistrzyniom i harcmistrzom ZHP 7 grudnia 1927.

## 20 października2004
- Wydano pierwszą wersję Ubuntu (4.10).

## 21 października2004
- Były prezydent Czechosłowacji i Czech Václav Havel odebrał doktorat honoris causa Uniwersytetu Warszawskiego.
- Dymisja premiera Libanu Rafika al-Haririego; został on zastąpiony przez Umara Karamiego, który kierował rządem w latach 1990–1992.

## 23i24 października2004
- Inauguracja kolejnego sezonu alpejskiego Pucharu Świata; zawody otwarcia sezonu odbywają się tradycyjnie w Sölden (slalom gigant kobiet i mężczyzn). Zawody biegaczy-sprinterów w Düsseldorfie zainaugurowały także Puchar Świata w narciarstwie klasycznym.

## 27 października2004
- Radio izraelskie podało, że przywódca Autonomii Palestyńskiej Jasir Arafat znajduje się w stanie krytycznym. Informacje o ciężkiej chorobie szefa OWP potwierdzili członkowie palestyńskich władz.
- Desygnowany na przewodniczącego Komisji Europejskiej José Manuel Durão Barroso, wobec groźby nieuzyskania poparcia w Parlamencie Europejskim, wycofał zgłoszony skład Komisji i poprosił o przełożenie głosowania nad jej zatwierdzeniem. Przyczyną konfliktu stały się przede wszystkim kontrowersyjne poglądy włoskiego kandydata na komisarza, prof. Rocco Buttiglione.

## 28 października2004
- Telewizja Al-Dżazira wyemitowała nagranie przedstawiające Polkę, porwaną w Iraku przez organizację terrorystyczną Brygada Fundamentalistów Abu Bakr al-Siddik. Terroryści domagają się wycofania polskich wojsk z Iraku.

## 29 października2004
- Przywódcy państw Unii Europejskiej podpisali w Rzymie Traktat Konstytucyjny.
- Chory przywódca Autonomii Palestyńskiej Jasir Arafat udał się na leczenie do Paryża. Jest to pierwszy wyjazd Arafata z Ramallah od trzech lat.
- Arabska telewizja satelitarna Al-Dżazira nadała wystąpienie Osamy bin Ladena, w którym wziął on na siebie odpowiedzialność za zamachy z 11 września 2001 roku i zagroził ich powtórzeniem. Nagranie zostało wyemitowane na cztery dni przed wyborami prezydenckim w USA

## 30 października2004
- Kontrowersyjny kandydat na komisarza UE Włoch Rocco Buttiglione wycofał swoją kandydaturę (zobacz też 27 października).

## 31 października2004
- Wybory prezydenckie na Ukrainie. Do II tury, zapowiedzianej na 21 listopada, przeszli prozachodni lider opozycji Wiktor Juszczenko oraz prorosyjski premier Wiktor Janukowycz, wspierany przez ustępującego prezydenta Łeonida Kuczmę, a także przywódcę rosyjskiego Władimira Putina.
- Tabaré Vázquez został wybrany na prezydenta Urugwaju.